# Napalm Death
Napalm Death és un grup britànic format el 1981. És el grup pioner del gènere del grindcore i es caracteritzen per tindre un fort caràcter polític.
Formada en el context del govern de Margaret Thatcher, el grup ha patit tants canvis de grups que ja no compta amb els inicials.
El 1987 publicaren el seu primer treball, l'LP Scum (Earache). Combinaren el thrash metal amb el hardcore punk donant lloc el gènere del grindcore.
Des del 1989 Marc Barney Greenway és el cantant.